# Herbert Stuart Gaskell
Herbert Stuart Gaskell, britanski general, * 1882, † 1957.